# Ulrikke Eikeri
Ulrikke Eikeri, née le 16 décembre 1992 à Oslo, est une joueuse de tennis norvégienne, professionnelle depuis 2010.

## Carrière
Sur le circuit ITF Junior, Ulrikke Eikeri a atteint le 16e rang mondial en 2009.
Lauréate de 11 titres acquis sur le circuit ITF en simple entre 2010 et 2017, elle compte toutefois pour meilleur résultat une finale à l'Open de Contrexéville en 2019. En double, elle comptabilise 30 titres dont le 100 000$ de Contrexéville avec Anna Danilina en 2021. Ces résultats font d'elle la meilleure joueuse de tennis norvégienne de l'ère Open.
À partir de 2021, elle obtient de meilleures performances en double et atteint sa première finale sur le circuit WTA à Lausanne. Trois mois plus tard, elle s'impose à Tenerife avec Ellen Perez. Elle est également quart de finaliste à Montréal.

## Palmarès

### Titres en double dames
| No | Date       | Nom et lieu du tournoi              | Catégorie | Dotation  | Surface      | Partenaire      | Finalistes                      | Score             |          |
| -- | ---------- | ----------------------------------- | --------- | --------- | ------------ | --------------- | ------------------------------- | ----------------- | -------- |
| 1  | 18-10-2021 | Tenerife Open Tenerife              | WTA 250   | 235 238 $ | Dur (ext.)   | Ellen Perez     | Lyudmyla Kichenok Marta Kostyuk | 6-3, 6-73, [10-5] | Parcours |
| 2  | 12-06-2023 | Rothesay Open Nottingham Nottingham | WTA 250   | 259 303 $ | Gazon (ext.) | Ingrid Neel     | Harriet Dart Heather Watson     | 7-66, 5-7, [10-8] | Parcours |
| 3  | 25-09-2023 | Toray Pan Pacific Open Tokyo        | WTA 500   | 780 637 $ | Dur (ext.)   | Ingrid Neel     | Eri Hozumi Makoto Ninomiya      | 3-6, 7-5, [10-5]  | Parcours |
| 4  | 28-10-2024 | Hong Kong tennis Open Hong Kong     | WTA 250   | 267 082 $ | Dur (ext.)   | Makoto Ninomiya | Shuko Aoyama Eri Hozumi         | 6-4, 4-6, [11-9]  | Parcours |

### Finales en double dames
| No | Date       | Nom et lieu du tournoi              | Catégorie | Dotation  | Surface      | Vainqueures                         | Partenaire                 | Score             |          |
| -- | ---------- | ----------------------------------- | --------- | --------- | ------------ | ----------------------------------- | -------------------------- | ----------------- | -------- |
| 1  | 12-07-2021 | Ladies Open Lausanne Lausanne       | WTA 250   | 235 238 $ | Terre (ext.) | Susan Bandecchi Simona Waltert      | Valentíni Grammatikopoúlou | 6-3, 6-73, [10-5] | Parcours |
| 2  | 11-07-2022 | Ladies Open Lausanne Lausanne       | WTA 250   | 251 750 $ | Terre (ext.) | Olga Danilović Kristina Mladenovic  | Tamara Zidanšek            | forfait           | Parcours |
| 3  | 15-04-2024 | Porsche Tennis Grand Prix Stuttgart | WTA 500   | 922 573 $ | Terre (int.) | Chan Hao-ching Veronika Kudermetova | Ingrid Neel                | 4-6, 6-3, [10-2]  | Parcours |

### Finale en double mixte
| No | Date       | Nom et lieu du tournoi | Catégorie | Dotation     | Surface      | Vainqueures                  | Partenaire    | Score     |          |
| -- | ---------- | ---------------------- | --------- | ------------ | ------------ | ---------------------------- | ------------- | --------- | -------- |
| 1  | 22-05-2022 | Roland-Garros Paris    | G. Chelem | 43 600 000 € | Terre (ext.) | Ena Shibahara Wesley Koolhof | Joran Vliegen | 7-65, 6-2 | Parcours |

### Titres en double en WTA 125
| No | Date       | Nom et lieu du tournoi          | Catégorie | Dotation  | Surface      | Partenaire        | Finalistes                      | Score     |          |
| -- | ---------- | ------------------------------- | --------- | --------- | ------------ | ----------------- | ------------------------------- | --------- | -------- |
| 1  | 04-07-2022 | Grand Est Open 88 Contrexéville | WTA 125   | 115 000 $ | Terre (ext.) | Tereza Mihalíková | Han Xinyun Alexandra Panova     | 7-68, 6-2 | Parcours |
| 2  | 21-08-2023 | Chicago Women's Open Chicago    | WTA 125   | 125 000 $ | Dur (ext.)   | Ingrid Neel       | Cristina Bucșa Alexandra Panova | Forfait   | Parcours |

### Finale en double en WTA 125
| No | Date       | Nom et lieu du tournoi           | Catégorie | Dotation  | Surface      | Vainqueures                  | Partenaire | Score      |         |
| -- | ---------- | -------------------------------- | --------- | --------- | ------------ | ---------------------------- | ---------- | ---------- | ------- |
| 1  | 01-05-2023 | Open 35 de Saint-Malo Saint-Malo | WTA 125   | 115 000 $ | Terre (ext.) | Greet Minnen Bibiane Schoofs | Eri Hozumi | 7-67, 7-63 | Tableau |

## Parcours en Grand Chelem

### En simple dames
| Année | Open d'Australie | Open d'Australie | Internationaux de France | Internationaux de France | Wimbledon | Wimbledon        | US Open | US Open            |
| ----- | ---------------- | ---------------- | ------------------------ | ------------------------ | --------- | ---------------- | ------- | ------------------ |
| 2014  | —                | —                | —                        | —                        | —         | —                | Q1      | Kateřina Siniaková |
| 2015  | —                | —                | —                        | —                        | —         | —                | Q1      | Wang Yafan         |
|       |                  |                  |                          |                          |           |                  |         |                    |
| 2019  | —                | —                | —                        | —                        | —         | —                | Q1      | Bibiane Schoofs    |
|       |                  |                  |                          |                          |           |                  |         |                    |
| 2021  | —                | —                | —                        | —                        | Q1        | Monica Niculescu | —       | —                  |
| 2022  | —                | —                | —                        | —                        | Q1        | Rebecca Šramková | —       | —                  |

N.B. : à droite du résultat se trouve le nom de l'ultime adversaire.

### En double dames
| Année | Open d'Australie                                                                        | Open d'Australie                                                                  | Internationaux de France                                                                 | Internationaux de France                                                              | Wimbledon | Wimbledon | US Open                                                                            | US Open |
| ----- | --------------------------------------------------------------------------------------- | --------------------------------------------------------------------------------- | ---------------------------------------------------------------------------------------- | ------------------------------------------------------------------------------------- | --------- | --------- | ---------------------------------------------------------------------------------- | ------- |
| 2020  | —                                                                                       | —                                                                                 | 1er tour (1/32) A. Boslova \|\| style="text-align:left;" \| A. Rus T. Zidanšek           | Annulé                                                                                | Annulé    | —         | —                                                                                  |         |
| 2021  | —                                                                                       | —                                                                                 | —                                                                                        | —                                                                                     | —         | —         | 2e tour (1/16) E. Lechemia \|\| style="text-align:left;" \| Hsieh S.-w. E. Mertens |         |
| 2022  | 3e tour (1/8) A. Bolsova \|\| style="text-align:left;" \| A. Danilina B. Haddad Maia    | 2e tour (1/16) C. Harrison \|\| style="text-align:left;" \| M. Doi A. Tomljanović | 1er tour (1/32) A. Sharma \|\| style="text-align:left;" \| A. Riske C. Vandeweghe        | 2e tour (1/16) A. Bolsova \|\| style="text-align:left;" \| A. Danilina B. Haddad Maia |           |           |                                                                                    |         |
| 2023  | 1er tour (1/32) C. Harrison \|\| style="text-align:left;" \| B. Krejčíková K. Siniaková | 2e tour (1/16) E. Hozumi \|\| style="text-align:left;" \| M. Bouzková S. Sorribes | 2e tour (1/16) A. Panova \|\| style="text-align:left;" \| O. Kalashnikova I. Shymanovich | 1er tour (1/32) I. Neel \|\| style="text-align:left;" \| Chan H.-c. G. Olmos          |           |           |                                                                                    |         |
| 2024  | 1er tour (1/32) C. Harrison \|\| style="text-align:left;" \| A. Bogdan R. Masarova      | 1/8 de finale I. Neel \|\| style="text-align:left;" \| M. Andreeva V. Zvonareva   | 2e tour (1/16) I. Neel \|\| style="text-align:left;" \| L. Fernandez E. Shibahara        | 1er tour (1/32) I. Neel \|\| style="text-align:left;" \| J. Cristian A. Moratelli     |           |           |                                                                                    |         |
| 2025  | 2e tour (1/16) M. Ninomiya \|\| style="text-align:left;" \| K. Birrell O. Gadecki       | 1/2 finale E. Hozumi \|\| style="text-align:left;" \| A. Danilina A. Krunić       | 1er tour (1/32) M. Ninomiya \|\| style="text-align:left;" \| K. Birrell M. Joint         |                                                                                       |           |           |                                                                                    |         |

N.B. : le nom de la partenaire se trouve sous le résultat ; les noms des ultimes adversaires se trouvent à droite.

### En double mixte
| Année | Open d'Australie                                                                    | Open d'Australie                                                                       | Internationaux de France                                                     | Internationaux de France                                                              | Wimbledon                                                                      | Wimbledon | US Open | US Open |
| ----- | ----------------------------------------------------------------------------------- | -------------------------------------------------------------------------------------- | ---------------------------------------------------------------------------- | ------------------------------------------------------------------------------------- | ------------------------------------------------------------------------------ | --------- | ------- | ------- |
| 2022  | —                                                                                   | —                                                                                      | Finale J. Vliegen                                                            | E. Shibahara W. Koolhof                                                               | 1er tour (1/16) J. Vliegen \|\| style="text-align:left;" \| S. Stosur M. Ebden | —         | —       |         |
|       |                                                                                     |                                                                                        |                                                                              |                                                                                       |                                                                                |           |         |         |
| 2024  | 1er tour (1/16) H. Heliövaara \|\| style="text-align:left;" \| E. Perez J.-J. Rojer | 1/2 finale M. González \|\| style="text-align:left;" \| L. Siegemund É. Roger-Vasselin | 1/2 finale M. González \|\| style="text-align:left;" \| G. Olmos S. González | 1er tour (1/16) M. González \|\| style="text-align:left;" \| Hsieh S.-w. J. Zieliński |                                                                                |           |         |         |
| 2025  | —                                                                                   | —                                                                                      | —                                                                            | —                                                                                     | 1er tour (1/16) F. Reboul \|\| style="text-align:left;" \| T. Babos M. Pavić   | —         | —       |         |

N.B. : le nom du partenaire se trouve sous le résultat ; les noms des ultimes adversaires se trouvent à droite.

## Classements WTA en fin de saison
| Année          | 2008 | 2009 | 2010 | 2011 | 2012 | 2013 | 2014 | 2015 | 2016 | 2017 | 2018 | 2019 | 2020 | 2021 | 2022 | 2023 | 2024 |
| Rang en simple | –    | 935  | 643  | 525  | 273  | 368  | 223  | 425  | 420  | 232  | 274  | 241  | 257  | 301  | 375  | 540  | 1037 |
| Rang en double | 778  | 967  | 661  | 544  | 237  | 295  | 455  | 1007 | 299  | 261  | 162  | 143  | 132  | 61   | 43   | 38   | 38   |

Source : (en) Classements de Ulrikke Eikeri sur le site officiel de la Fédération internationale de tennis